# Apti Aronovič Alaudinov
Apti („Apty“) Aronovič Alaudinov (rusky Апти́ Аро́нович Алауди́нов, * 5. října 1973 Gornyj) je ruský čečenský důstojník ozbrojených složek, od dubna 2024 zástupce velitele Hlavní vojenské politické správy Ozbrojených sil Ruské federace. V souvislosti s povýšením a se zprávami o nemoci Ramzana Kadyrova o něm v dubnu 2024 spekuloval opoziční deník Novaja gazeta jako o jeho nástupci.
V roce 2022 se účastnil ruské invaze na Ukrajinu a jako vrchní velitel Speciálního oddílu rychlé reakce „Achmat“ a za svou činnosti v bitvě o Mariupol získal vyznamenání Hrdina Ruské federace.
V roce 2001 dokončil studia právní vědy na Čečenské státní univerzitě a následně působil na různých pozicích jako podřízený Ministerstva vnitra Ruské federace. V roce 2012 dosáhl hodnosti generálmajora policie. V roce 2013 získal titul PhD. v oboru politologie na Lomonosovově univerzitě. V roce 2022 byl povýšen do hodnosti generálmajora.